# 華萊士 (堪薩斯州)
華萊士（英語：Wallace）是一個位於美國堪薩斯州華萊士縣的城市。

## 地方資料
根據2020年美國人口普查的數據，華萊士的面積為1.04平方千米，當中陸地面積為1.04平方千米，而水域面積為0.00平方千米。當地共有人口41人，而人口密度為每平方千米39.42人。